# Брок (Мен и Лоара)
Брок (фр. Broc) насеље је и општина у западној Француској у региону Лоара, у департману Мен и Лоара која припада префектури Сомир.
По подацима из 2011. године у општини је живело 325 становника, а густина насељености је износила 15,31 становника/km². Општина се простире на површини од 21,23 km². Налази се на средњој надморској висини од 115 метара (максималној 117 m, а минималној 40 m).

## Демографија
| 1962. | 1968. | 1975. | 1982. | 1990. | 1999. | 2011. |
| ----- | ----- | ----- | ----- | ----- | ----- | ----- |
| 475   | 503   | 425   | 402   | 331   | 315   | 325   |

График промене броја становника у току последњих година